# فضیلت‌های فراموش‌شده
فضیلت‌های فراموش‌شده نام کتابی است نوشته حسینعلی راشد و به مقدمه و توضیحات جلال رفیع که در مورد زندگی ملاعباس تربتی نوشته شده است و انتشارات اطلاعات در سال ۱۳۶۹ آن را چاپ کرده است.
این کتاب پرفروش بارها تجدید چاپ شده است.
این کتاب مورد تمجید چهره‌هایی با دیدگاه‌های متفاوت و متضاد قرار گرفته است، افرادی مانند: عبدالکریم سروش، احمد جنتی، احمد مهدوی دامغانی، محمود امجد، حسین انصاریان، سید جعفر شهیدی و ابوالقاسم خزعلی.